# Jarzębiński Przełom
Jarzębiński Przełom lub Jarzębiński Wąwóz (słow. Jarabinský prielom) – wąwóz utworzony przez potok Mały Lipnik (Malý Lipnik) w miejscowości Jarzębina (Jarabina) na Słowacji. Dolina Małego Lipnika znajduje się w regionie geograficznym zwanym Pogórzem Lubowelskim lub Górami Lubowelskimi (Ľubovnianska vrchovina), w polskiej regionalizacji z 2018 r. zaliczanymi do Pogórza Popradzkiego. Budujące ją wapienie są charakterystyczne dla sąsiednich Pienin, ale występują też na zachodnim, przylegającym do Pienin końcu Pogórza Lubowelskiego; jest to ten sam Pieniński Pas Skałkowy
Przełom tworzy krótki i wąski wąwóz wyżłobiony w wapieniach serii czorsztyńskiej. Jego szerokość w niektórych miejscach wynosi tylko kilka metrów. Na potoku znajduje się tutaj kilka wodospadów. Spadająca z nich woda wybiła pod nimi kotły eworsyjne o średnicy do 5 m i głębokości do 3 m. W niektórych miejscach potok podciął zbocza, tak, że tworzą one pionowe, wysokie ściany. Od 1967 r. Jarzębiński Przełom jest chroniony jako pomnik przyrody o powierzchni 5,5 ha.
Przez Jarzębiński Przełom prowadzi znakowany szlak turystyczny. Zaczyna się on w miejscowości Jarzębina i prowadzi około 1 km szosą, w górę potoku Mały Lipnik, później dnem potoku. W niektórych miejscach trzeba brodzić w wodzie. Najbardziej atrakcyjny dolny odcinek wąwozu kończy się pod dużym kamieniołomem. Później szlak prowadzi dnem potoku, w górnej części wyprowadzając na wielkie łąki, z których roztacza się szeroka panorama widokowa.
Na stokach potoku Mały Lipnik znajdują się łąki, pastwiska, fragmenty nieużytków i liczne wychodnie wapiennych skał. Porastają je rośliny wapieniolubne. W murawach naskalnych występują m.in. perłówka siedmiogrodzka, szałwia okręgowa, lebiodka pospolita i in. Nad górną częścią wąwozu wznosi się duża Čertova skala zwana też Dudkową Skałą.

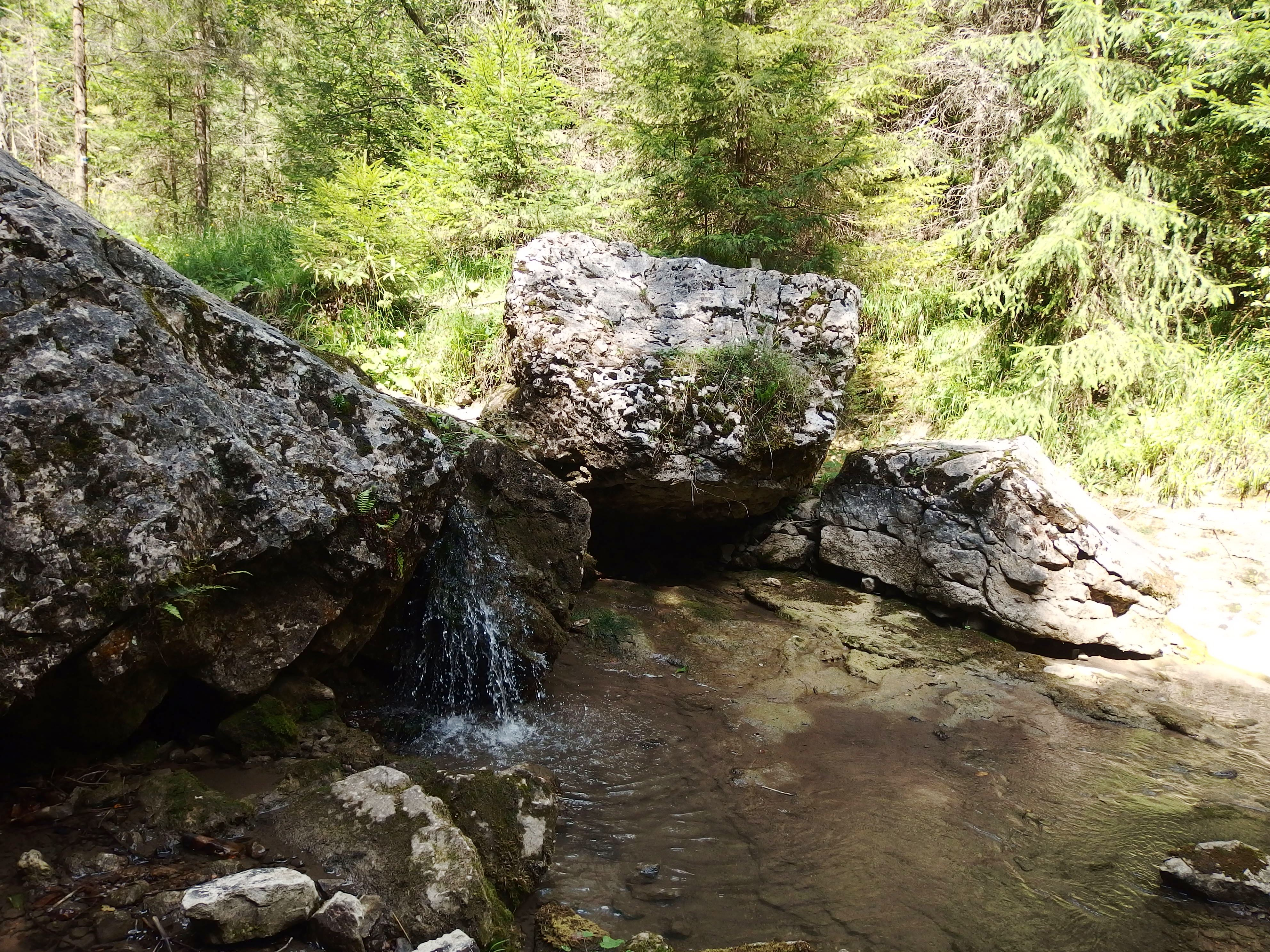
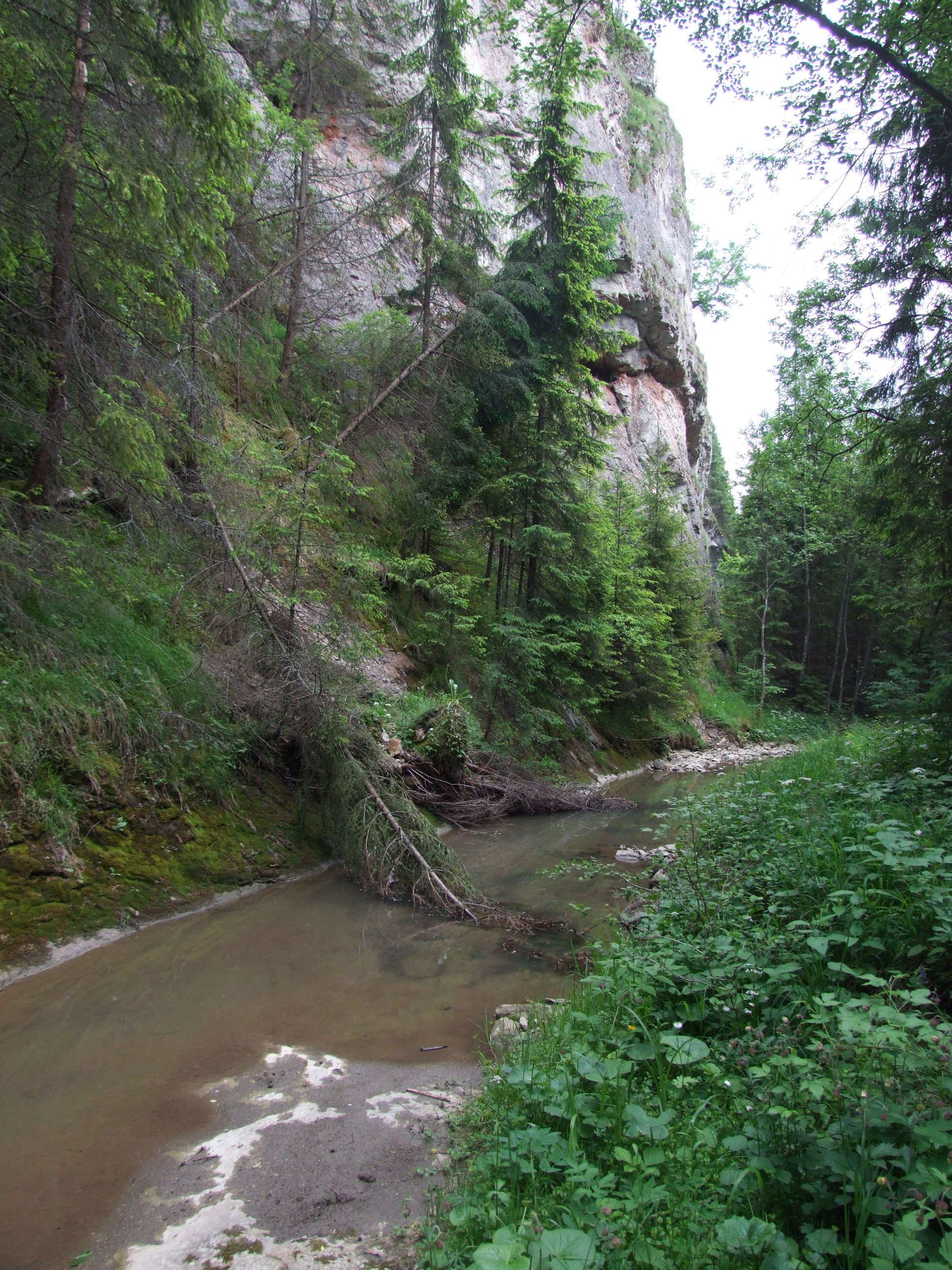
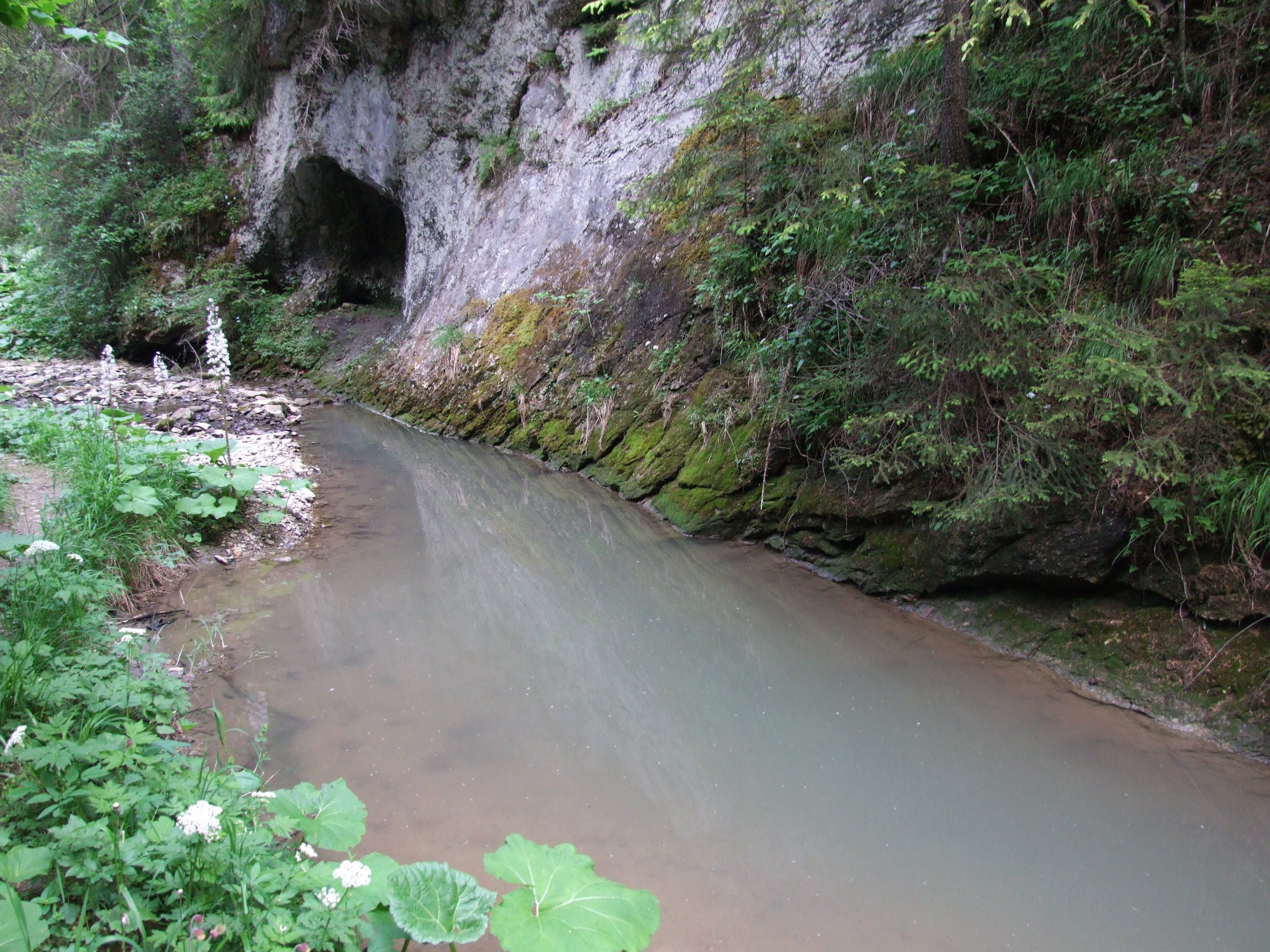
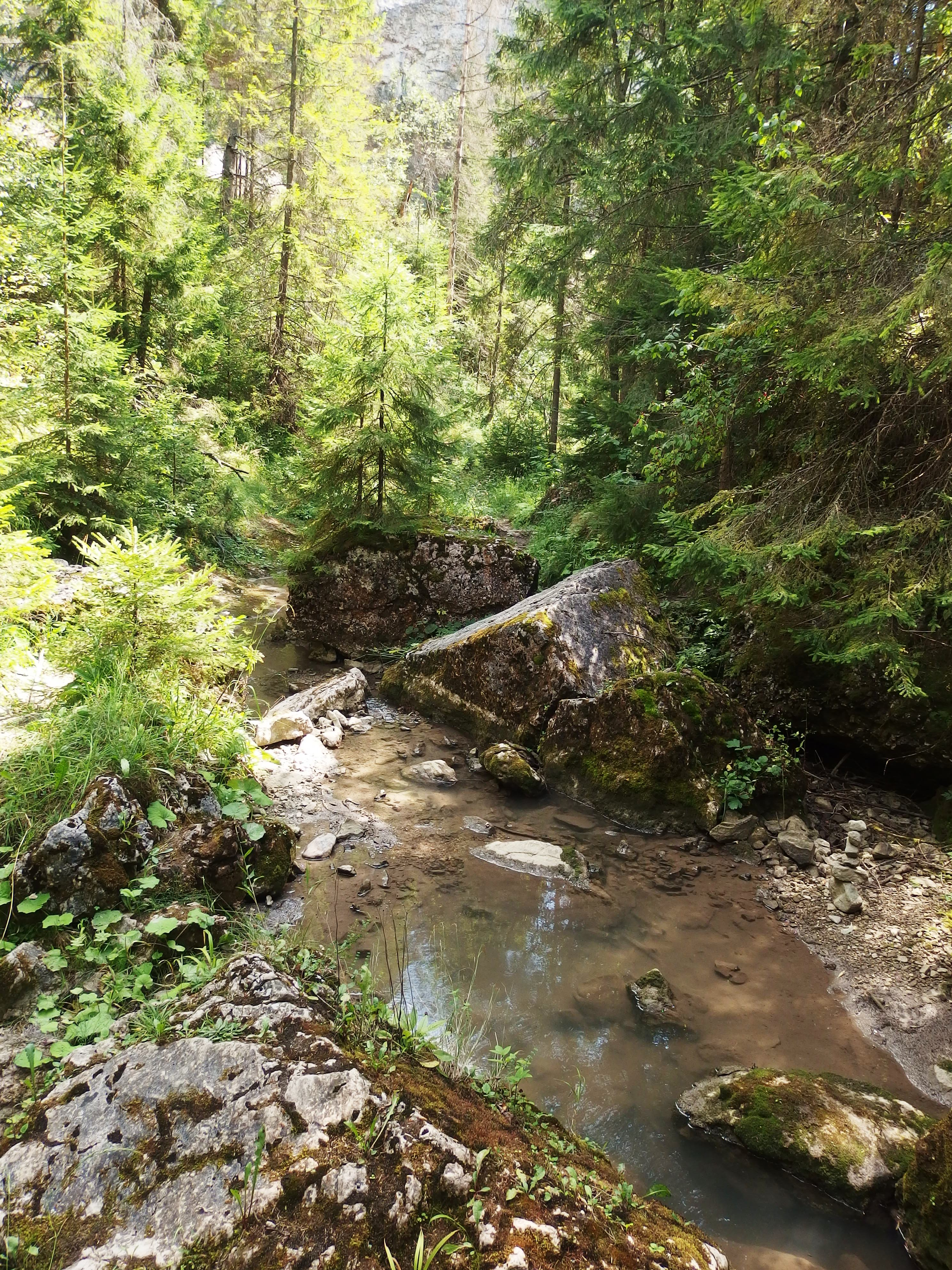
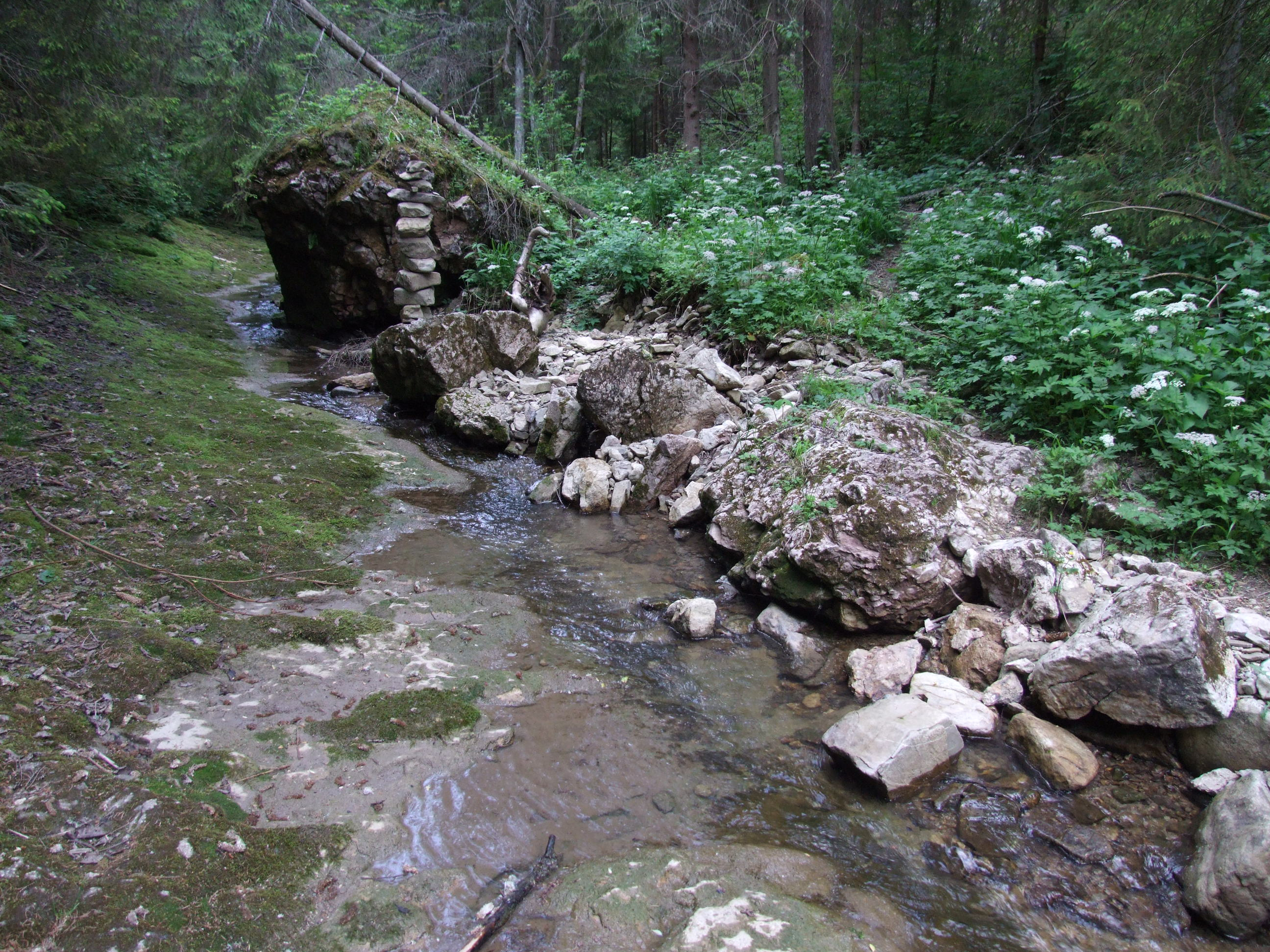

## Szlak turystyczny
Jarabina – Jarabinsky Prielom – Čertova skala – Čierťaž – Vabec. Czas przejścia: 2h